# Norbert Marshall Andradi
Norbert Marshall Andradi OMI (Maggona, 30 de agosto de 1949) é um clérigo católico romano do Sri Lanka e bispo de Anuradhapura.

## Biografia
Norbert Marshall Andradi ingressou na Congregação dos Missionários Oblatos de Maria Imaculada e fez sua profissão em 8 de setembro de 1974. Estudou em sua terra natal, no Seminário Nacional, na Pontifícia Universidade Gregoriana de Roma, obtendo a Licenciatura em Teologia, e na Universidade St. Paul de Ottawa, obtendo o Doutorado em Teologia Dogmática. Foi ordenado sacerdote em Roma em 10 de maio de 1980, pelo bispo de Chilaw, Frank Marcus Fernando.
Após sua ordenação, serviu como: Vigário Paroquial e Pároco da Catedral da Diocese de Anuradhapura (1980-1984); membro da "Equipe de Formação no Escolasticado O.M.I.", Kandy (1984-1987); Professor e Decano de Teologia no Seminário Maior Nacional de Kandy (1984-1989); ao retornar de Ottawa, Professor e Decano de Teologia no Seminário Nacional Maior de Kandy (1996) e, a partir de 1997, Superior do Escolasticado OMI em Kandy. Também era Conselheiro Provincial.
O Papa João Paulo II o nomeou Bispo de Anuradhapura em 14 de novembro de 2003. O arcebispo de Colombo, Oswald Thomas Colman Gomis, deu-lhe a consagração episcopal em 10 de janeiro do ano seguinte; os co-consagradores foram Frank Marcus Fernando, Bispo de Chilaw, e Rayappu Joseph, Bispo de Mannar.
Em 2015, foi membro suplente para a 14ª Assembleia Geral Ordinária do Sínodo dos Bispos, no Vaticano.
Dentro da Conferência Episcopal, exerceu, entre outras, a função de presidente da Comissão Nacional Católica para Liturgia e Cultura.